# 사라파 바자르
사라파 바자르(Sarafa Bazaar), 사라파 시장은 인도 중앙 인도르에 위치한 귀금속 시장이자 밤거리 푸드 코트이다.
몇 백미터나 되는 거리 양편으로 귀금속점이 줄지어 있는 곳이다. 파키스탄에서는 귀금속을 개개인의 재산으로 여기고 있기 때문에 결혼때 값진 귀금속을 신부에게 보내는 풍습이 있다. 그래서 혼인을 앞둔 딸과 어머니가 귀금속 바자르에서는 눈에 많이 띈다.